# Short track na Zimních olympijských hrách 2018 – štafeta ženy
Závody v short tracku štafet žen na 3000 m Zimních olympijských hrách 2018 proběhly 10. a 20. února 2018 ve sportovní hale Gangneung Ice Arena v Kangnungu v Jižní Koreji.

## Výsledky
| P                | Jméno                        | Rozjížďky |    | Finále B | Finále A |
| ---------------- | ---------------------------- | --------- | -- | -------- | -------- |
| Zlatá medaile    | Jižní Korea                  | 4:06,387  | QA |          | 4:07,361 |
| Stříbrná medaile | Itálie                       | 4:05,918  | QA |          | 4:15,901 |
| Bronzová medaile | Nizozemsko                   | 4:05,977  | QB | 4:03,471 |          |
| 4.               | Maďarsko                     | 4:09,555  | QB | 4:03,603 |          |
| 5.               | Olympijští sportovci z Ruska | 4:21,973  | QB | 4:08,838 |          |
| 6.               | Japonsko                     | 4:12,664  | QB | 4:13,072 |          |
| 7.               | Čína                         | 4:05,315  | QA |          | DQ       |
| 8.               | Kanada                       | 4:07,627  | QA |          | DQ       |

Reference: 

## Podrobné výsledky

### Rozjížďky
- Datum: 10.2.2018
- Začátek závodu: 20:52 KST

|    | P  | SP | Jméno | Čas      |    |
| -- | -- | -- | --- | -------- | -- |
| R1 | 1. | 2  | Jižní Korea · (Sim Suk-hui, Čchö Min-čong, Kim Je-čin, I Ju-pin)                                                                | 4:06,387 | QA |
| R1 | 2. | 3  | Kanada · (Marianne St-Gelaisová, Kim Boutinová, Jamie MacDonaldová, Kasandra Bradetteová)                                       | 4:07,627 | QA |
| R1 | 3. | 1  | Maďarsko · (Petra Jászapátiová, Andrea Keszlerová, Sára Bácskaiová, Bernadett Heidumová)                                        | 4:09,555 | QB |
| R1 | 4. | 4  | Olympijští sportovci z Ruska · (Sofija Prosvirnovová, Jekatěrina Konstantinovová, Jekatěrina Jefremenkovová, Jemina Malagičová) | 4:21,973 | QB |
|    | P  | SP | Jméno | Čas      |    |
| R2 | 1. | 2  | Čína · (Fan Kche-sin, Chan Jü-tchung, Čchü Čchun-jü, Čou Jang)                                                                  | 4:05,315 | QA |
| R2 | 2. | 1  | Itálie · (Arianna Fontanaová, Lucia Perettiová, Cecilia Maffeiová, Martina Valcepinaová)                                        | 4:05,918 | QA |
| R2 | 3. | 4  | Nizozemsko · (Suzanne Schultingová, Yara van Kerkhofová, Lara van Ruijvenová, Jorien ter Morsová)                               | 4:05,977 | QB |
| R2 | 4. | 3  | Japonsko · (Hitomi Saitóová, Sumire Kikučiová, Ajuko Itóová, Juki Kikučiová)                                                    | 4:12,664 | QB |

### Finále
- Datum: 20.2.2018
- Začátek závodu: 20:23 KST

|    | P  | SP | Jméno | Čas      |
| -- | -- | -- | --- | -------- |
| FB | 1. | 1  | Nizozemsko · (Suzanne Schultingová, Yara van Kerkhofová, Lara van Ruijvenová, Jorien ter Morsová)                               | 4:03,471 |
| FB | 2. | 2  | Maďarsko · (Petra Jászapátiová, Andrea Keszlerová, Zsófia Kónyaová, Sára Bácskaiová)                                            | 4:03,603 |
| FB | 3. | 4  | Olympijští sportovci z Ruska · (Sofija Prosvirnovová, Jekatěrina Konstantinovová, Jekatěrina Jefremenkovová, Jemina Malagičová) | 4:08,838 |
| FB | 4. | 3  | Japonsko · (Hitomi Saitóová, Sumire Kikučiová, Šione Kaminagaová, Juki Kikučiová)                                               | 4:13,072 |
|    | P  | SP | Jméno | Čas      |
| FA | 1. | 3  | Jižní Korea · (Sim Suk-hui, Čchö Min-čong, Kim Je-čin, Kim A-rang)                                                              | 4:07,361 |
| FA | 2. | 2  | Itálie · (Arianna Fontanaová, Lucia Perettiová, Cecilia Maffeiová, Martina Valcepinaová)                                        | 4:15,901 |
| FA | 3. | 4  | Kanada · (Marianne St-Gelaisová, Kim Boutinová, Valerie Maltaisová, Kasandra Bradetteová)                                       | DQ       |
| FA | 4. | 1  | Čína · (Fan Kche-sin, Čchü Čchun-jü, Li Ťin-jü, Čou Jang)                                                                       | DQ       |

Reference:  Archivováno 21. 2. 2018 na Wayback Machine.